# عبد الله ليوجيون
عبد الله مجادي ليوجيون مواليد 13 ديسمبر 1957 في وهران، الاحتلال الفرنسي للجزائر، هو لاعب كرة قدم جزائري دولي سابق كان يلعب كمدافع. اعتزل اللعب عام 1989 مع نادي ستراسبورغ. سبق له أن لعب في كأس العالم لكرة القدم مع منتخب بلاده. بدأ مسيرته الرياضية عام 1976.

## المسيرة الاحترافية

### أندية لعب لها
- نادي موناكو
- نادي ستراسبورغ